# Warren Carter
Warren Carter (Dallas, 23 aprile 1985) è un ex cestista statunitense.

## Palmarès
- Campionato lettone: 1

Ventspils: 2008-09